# 那須どうぶつ王国
那須どうぶつ王国（なすどうぶつおうこく、Nasu Animal Kingdom）は、栃木県那須郡那須町大島1042-1にある動物園である。

## 概要
那須地域のレジャー施設としては後発となる1998年4月にマウントジーンズスキーリゾート那須を経営する丸紅と那須町ら出資する第三セクターの株式会社那須高原リゾート開発によって開国。日帰り入浴施設「#那須五峰の湯」を併設している。同スキー場の補完施設を兼ねており、駐車場は共用で王国内にスキー客用の仮眠室が置かれている。
福島県白河市と接する栃木県北端の那須五峰(那須高原)の東京ドーム約10倍の敷地に、アーケード型の「王国タウン」と、牧場形態の「王国ファーム（冬季閉鎖）」に分かれて600頭以上の動物を飼育している。園内では、動物のパフォーマンスを多く実施しており、１日たっぷり楽しめるのが魅力である。
主に草食動物や小型動物、鳥類などを飼育・展示しているのが特徴。開園以来長らく猛獣は展示されていなかったが、2018年3月24日に全天候型屋内施設「WET LAND」がオープンした際、ジャガーが初めての猛獣として展示されることになった。
他には身近な動物に触れ合える「レンタル犬」、「ふれあいドッグパーク」、「キャットハウス」などのコーナーのほか、関東有数の広さを公称するドッグランもある。旅行ガイドブックでは、那須高原の主要な観光施設として紹介されている。
もともとは丸紅の新規事業として、ムツゴロウ動物王国を展開していた畑正憲監修のもと、イヌとネコの展示を主体とした「人間と動物の自然な関係」を掲げるテーマパークとして開園。当初は関東広域圏でCMが出稿されていた。
2005年9月に丸紅が中期事業計画により那須のレジャー事業のリストラを決定。マウントジーンズスキーリゾート那須を丸紅子会社の第三セクターである株式会社ハンターマウンテン塩原へ譲渡（翌年同社を東急不動産へ売却）し、当王国のみ保有することにとなった那須高原リゾート開発の丸紅持株分を移動動物園を展開する兵庫県神崎町に本社をおく有限会社アニマルエスコートサービスへ2006年4月に譲渡した。
親会社の異動に伴い畑正憲との関係を絶ってからは、カピバラなどの小動物やオットセイなどの水棲動物の展示を始めたり、近接の福島県でCMを出稿し東北地方からの集客を図るなどリニューアルしている。また、2014年には経営破たんした神戸花鳥園の施設を親会社が買収し、姉妹施設となる神戸どうぶつ王国を開業した。
毎年新しい施設をオープンさせ、常に進化をつづけている動物園で、ハシビロコウ、スナネコ、カピバラ、マヌルネコなどが広く知られるきっかけを作った。特に近年ではマヌルネコが人気を集めており、2021年にはクラウドファンディングを活用して新しい飼育施設をオープン。YouTubeに「マヌルネコのうた」を公開し、再生回数388万回を記録している。

## 飼育動物

### 王国タウン
- 保全の森
  - ツシマヤマネコ、スバールバルライチョウ、ニホンライチョウ、スナネコ、アムールヤマネコ、ミーアキャット

- アジアの森
  - ビントロング、レッサーパンダ、ユーラシアカワウソ

- マヌル・アマルハン
  - マヌルネコ

- ペンギンビレッジ
  - ジェンツーペンギン、ニシツノメドリ、インカアジサシ、コクチョウ、フンボルトペンギン、ケープペンギン、ゴマフアザラシ、コツメカワウソ、コブハクチョウ

- アクアステージ
  - ミナミアメリカオットセイ

- ふれあいうさぎ王国
  - ジャージーウーリー、アメリカンファジーロップ、フレミッシュジャイアント

- わんにゃんリビング
  - イヌ（小型犬）、ネコ

- カピバラの森
  - マーラ、カピバラ

- 熱帯の森
  - ミヤマオウム[14][15]、フタユビナマケモノ、ルーセットオオコウモリ、アカアシガメ、クビワコガモ、ミナミコアリクイ、オウギバト、コツメカワウソ、クロエリセイタカシギ

- WET LAND
  - ジャガー、アカカワイノシシ、ワニガメ、アメリカバク、シタツンガ、ワオキツネザル、モモイロペリカン、ヨーロッパフラミンゴ、アカツクシガモ、ショウジョウトキ、オニオオハシ、マガモ、ビルマニシキヘビ、コブハクチョウ、コクチョウ、アメリカビーバー、ユーラシアカワウソ、ブラジルカイマン

- オオカミの丘 Wolf hills
  - ホッキョクオオカミ、シマスカンク、オグロプレーリードッグ

当初は2020年3月20日にオープン、展示開始予定だったが[16]、延期されて2020年9月10日にオープン、展示開始となった[17]。

- シベリアンテリトリー
  - アムールトラ（シベリアトラ）、サーバルキャット

### 王国ファーム
- ふれあいどうぶつ広場
  - ファラベラ、ラバ、ボアゴート、コリデール、ピグミーゴート、ミニブタ

- 猛禽の森
  - ソウゲンワシ、マゼランワシミミズク、ハリスホーク、ニシオオノスリ、ニホンイヌワシ、アンデスコンドル、ハクトウワシ、シロフクロウ、イラニアンワシミミズク、ダルマワシ、ヒメコンドル

- ホースコーナー
  - ハーフリンガー、ピントホース、アングロアラブ、クライスデール、ドサンコ、ライディングポニー

- ヒツジファーム
  - サフォークダウン、コリデール、フタコブラクダ

- ウォーターフォールコーナー
  - ガチョウ、アヒル

- アルパカの丘
  - アルパカ

- ジングルファーム
  - トナカイ

- カンガルーファーム
  - オオカンガルー

## イベント

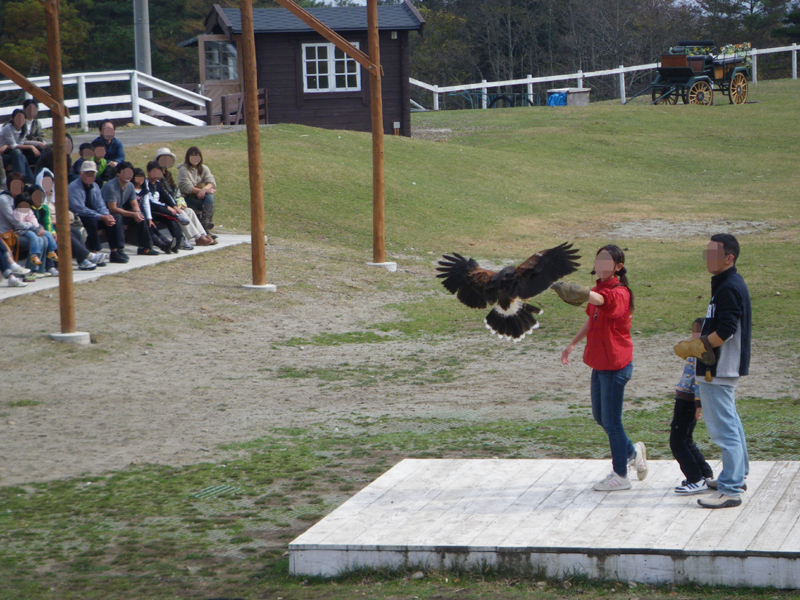
バードパフォーマンスショー。

この他、季節や動物によって特別イベントが組まれる事もある。
- バードパフォーマンスBROAD
- ニュージーランドファームショー
- フリッパーズ
- ザ・キャッツ

## 施設情報
営業時間
- 平日は10時から16時30分、休日・GW・夏休みは9時から17時
- 冬季営業は10時から16時

敷地内にあるレストランなどの施設とは営業時間が異なるので要注意。
- 休園日：毎週水曜日

料金
公式サイト>総合案内>入場料金 を参照

## 王国温泉 カピバラの湯
- 温泉名:NAP温泉
- 泉質：単純温泉（低張性・弱アルカリ性・高温泉）
- 営業時間：14時から17時30分（季節により異なる）
- 入浴料金：大人1,200円、子供600円（どうぶつ王国入国者は半額となる）
- 露天風呂は東日本大震災で被災したため、再開時期未定の長期休止となっていたが、2020年に閉館となった。

## 所在地
- 所在地：栃木県那須郡那須町大字大島1042-1

## アクセス
- 自動車利用
  - 東北自動車道・那須インターチェンジより30分
  - 東北自動車道・白河インターチェンジより15分
  - 東北自動車道・那須高原サービスエリア（スマートインターチェンジ）より15分

詳細は 公式サイトのアクセスマップ 参照。
- シャトルバス
  - 那須塩原駅（東北新幹線）、黒磯駅（宇都宮線、東北本線）、那須ガーデンアウトレット、道の駅那須高原友愛の森など発着の無料送迎シャトルバスを利用することができる。電話または公式サイトより利用日の前日までの事前予約が必要となっている。

詳細は 公式サイトの送迎バス情報 参照。

## 画像

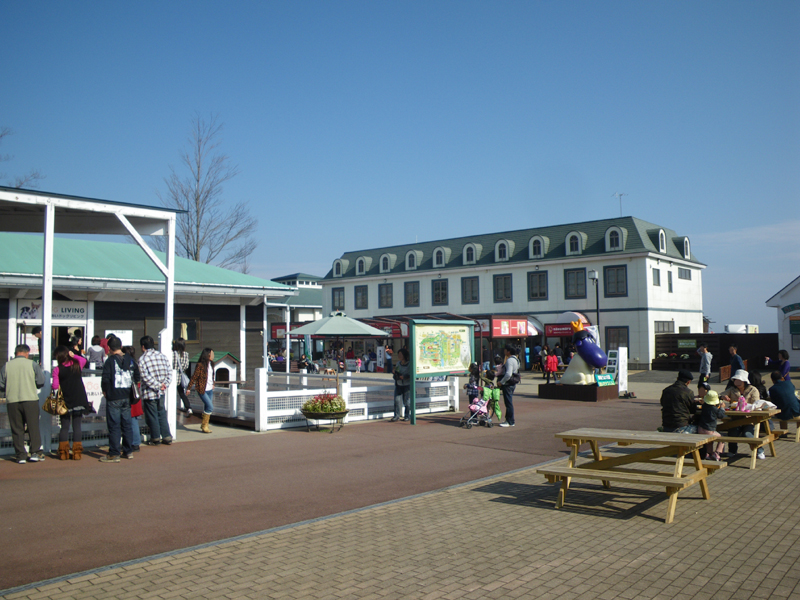
王国タウン。小動物の展示が中心。
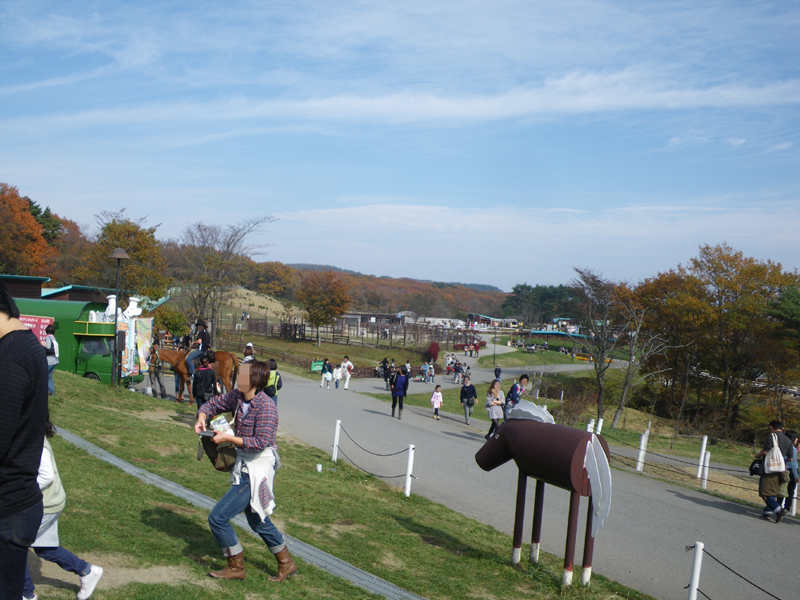
王国ファーム。
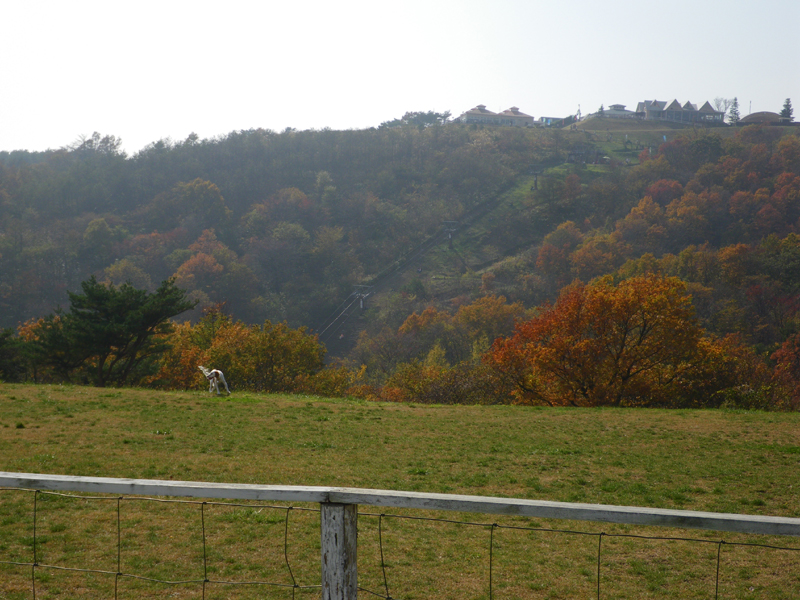
王国ファームから王国タウンを望む。
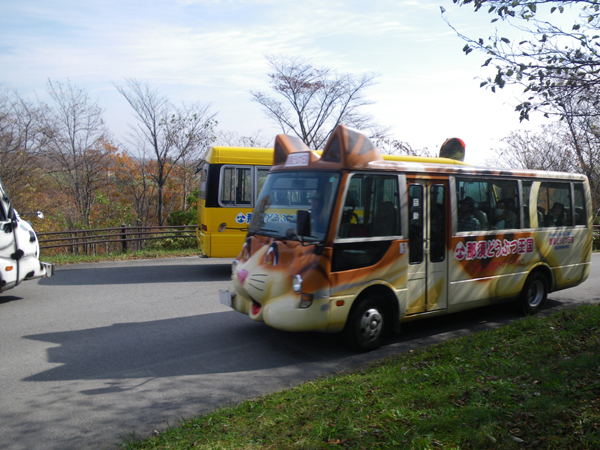
王国タウンと王国ファームを結ぶ「ワンニャンバス」。